# Papuanticlea subcaesia
Papuanticlea subcaesia là một loài bướm đêm trong họ Geometridae.